# Mortal Kombat 1
Pour le premier jeu vidéo Mortal Kombat, voir Mortal Kombat (jeu vidéo de 1992) .
Mortal Kombat 1 est un jeu vidéo de combat développé par NetherRealm Studios et publié par Warner Bros. Interactive Entertainment. Il sort sur PlayStation 5, Xbox Series X/S, Nintendo Switch et Windows en accès anticipé le 14 septembre 2023 pour les joueurs possédant l'édition Kollector ou Premium, tandis que la sortie internationale a lieu le 19 septembre 2023, trente ans après la sortie du premier jeu. Bien qu'étant nommé Mortal Kombat 1 et présenté comme un redémarrage, il s'agit du douzième volet de la série Mortal Kombat et de la suite de Mortal Kombat 11.
Le jeu met en scène Liu Kang, Dieu du Feu et précédemment « Gardien du Temps », qui a réinitialisé le temps afin de créer un nouveau continuum, un Nouvel Âge. Les entités des précédents continuums semblent les mêmes, mais dans des circonstances différentes car ici, Liu Kang souhaite la paix pour tout être vivant sur tous les Royaumes, et devenir le protecteur du Royaume Terre.Hélas, cette paix semble être perturbée, et il appartient au Dieu du Feu et ses alliés de mettre à jour un complot capable de mettre fin à ce Nouvel Âge, voire pire.

## Synopsis
Autrefois Gardien du Temps, et à la suite des évènements de Mortal Kombat 11 : Aftermath, Liu Kang, récemment Dieu du Feu, a créé un Nouvel Âge où les royaumes connaissent la paix tout en laissant les mortels suivre leurs propres choix, aussi il a fait en sorte que toutes les personnes ayant menacés les royaumes (comme Shao Kahn ou Shang Tsung) vivent une vie les éloignant de toute possibilité d'accéder au pouvoir.
À la suite de tout cela, il devient protecteur de l'EarthRealm (ou Royaume Terre), abandonnant son poste de Gardien du Temps (par peur de finir comme Kronika), et forme une alliance avec l'Outworld (ou l'Outre-monde) afin d'inaugurer le tournoi du Mortal Kombat (débarrassé de ses règles autorisant d'achever un adversaire), visant à garantir la paix entre les deux mondes. Et depuis, il se consacre à trouver des champions pour défendre les intérêts du Royaume Terre, avec l'aide de trois membres du clan Lin Kuei: Bi-Han, le Grand Maître du clan à la suite de la mort de son père, Kuai Liang, son petit frère, et Tomas Vrbada, un membre adopté par le clan, respectivement sous les noms de code "Sub Zero", "Scorpion" et "Smoke". Les candidats envisagés par Liu Kang sont Raiden et Kung Lao, cultivateurs de choux, Johnny Cage, un acteur à la situation précaire et Kenshi Takahashi, ancien Yakuza et descendant du clan Taira. À la suite d'un mini-tournoi à l'académie Wu-Shi, Raiden est désigné comme le champion qui représentera le Royaume Terre au cours du tournoi, tournoi qu'il gagne après une série de combats contre les guerriers les plus forts d'Outworld. Cette dimension est désormais sous le règne de l’impératrice Sindel, qui remplace le défunt empereur Jerrod, tous deux parents de deux princesses du nom de Kitana et Mileena, et dont la dernière mentionnée est envisagée pour devenir héritière du trône.
À la suite du tournoi où Raiden remportera la victoire, avec l'aide d'un talisman fourni par le protecteur du Royaume Terre lui permettant de contrôler les éclairs, Geras, qui assiste désormais Liu Kang, lui informe que Shang Tsung, un charlatan cherchant à gagner sa vie, devient une menace contrairement à ce qui était prévu, est aidé par une mystérieuse bienfaitrice, et sert actuellement l'Outworld et son impératrice comme conseiller. Craignant les manigances du sorcier, Liu Kang missionne Kung Lao, Johnny et Kenshi d'enquêter et envoie le trio dans l'Outworld, Raiden étant mis à l'écart au regard de l'attention qu'il attirera sur le groupe au vu de sa célébrité dans cette dimension. Là-bas, ils rencontrent des victimes de la peste tarkatane, un virus débilitant et contagieux transformant les malades en monstres cannibales mis à l'écart dans une colonie, et observent Shang Tsung en train d'extraire la moelle osseuse de leur chef Baraka, anciennement commerçant edenien dans l'Outworld et ayant perdu sa famille à cause de la peste tarkatane.
Les trois Terriens interviennent, mais Shang Tsung parvient à se métamorphoser en l'un des contaminés et à s'enfuir vers son laboratoire. Guidés par Baraka, Kung Lao, Johnny et Kenshi infiltrent le laboratoire, surprenant Rain et Tanya, respectivement mage de l'Outworld et prêtresse Umgadi en chef, aider Shang Tsung semblant être sur le point d'infecter la princesse Mileena avec une solution à base de la moelle de Baraka. Ils interviennent de nouveau pour l'arrêter, pensant faire le bien, mais échouent et Mileena, auparavant infectée par la peste tarkatane, les attaque. Shang Tsung est enfin parvenu à lui injecter un sérum stoppant les symptômes de la peste, mais le prix à payer est la cécité de Kenshi lors de son affrontement avec Mileena sous sa forme Tarkatan, causé par les armes de celle-ci. Kitana, accompagnée du chef de la force armée de l'Outworld, le général Shao, arrive ensuite, alertée par l'affrontement. Shang Tsung parvint à tromper la princesse, qui fait arrêter le trio du Royaume Terre, pendant que le sorcier Shang Tsung conspire avec son confrère, Quan Chi, désormais tous deux aidés par leur mystérieuse bienfaitrice.
Les Terriens et Baraka sont alors emmenés dans les sous-sols du laboratoire, dont ils parviennent toutefois à s'échapper. Ils sont aidés par Syzoth, un Zaterran pouvant se transformer en humanoïde, surnommé "Reptile" par Johnny Cage. Il souhaite se rattraper car il était leur geôlier contre son gré et a appris que Shang Tsung n'a pas respecté son marché de garder sa famille en vie contre ses services. Alors qu'ils tentent de regagner le portail permettant de retourner sur Terre, le groupe rencontre Ashrah, ancienne résidente du NetherRealm, désireuse de se purger du mal qui l'habite car étant une démone qui a appris une autre alternative à sa vie. Cette dernière leur apprend que Quan Chi est actuellement en train de bâtir d'immenses dispositifs capables de voler les âmes des êtres vivants à grande échelle. Le groupe décide alors de rejoindre l’installation la plus proche pour empêcher son activation, où ils rencontrent Quan Chi accompagné par plusieurs acolytes tels que Nitara et Havik. Quan Chi est vaincu et le dispositif détruit, il a eu le temps de créer, avec l'aide de ce dispositif, un amalgame de plusieurs âmes en un seul humanoïde: Ermac. Le groupe, à l'exception de Baraka, retourne ensuite sur Terre.
Prévenu, Liu Kang missionne alors les membres du clan Lin Kuei qu'il connaît de détruire les dispositifs localisés dans une forteresse et de capturer Shang Tsung. Ainsi, Sub Zero, Scorpion et Smoke s'en vont tenter de démanteler les dispositifs de ceux que Liu Kang a appelé "l'Alliance Mortelle", mais les trois guerriers finissent eux-mêmes capturés après un affrontement contre les troupes du sorcier et du général Shao, affrontement durant lequel Scorpion plonge la tête de Havik dans du métal en fusion, lui brûlant gravement la partie inférieure du visage. À la suite de leur capture, Shang Tsung réussit à convaincre Sub Zero, qui n'est pas d'accord avec les règles établies par son père pour les Lin Kuei, à trahir ces règles et ses alliés, y compris Liu Kang. Le sorcier lui promet un accès à l'Armée Dragon, un grand rassemblement de corps réanimés. Scorpion et Smoke parviennent ensuite à s'échapper, ne revenant pas du fait que Sub Zero les a laissé pour une ambition de conquête. Smoke propose de dévoiler la trahison de Bi-Han, mais Scorpion pense que les Lin Kuei lui resteront fidèles malgré tout.
Pendant ce temps, Geras informe Liu Kang que la mystérieuse bienfaitrice derrière le retour de Shang Tsung et Quan Chi, vient d'une ligne temporelle parallèle à la leur, se déroulant en même temps que le continuum actuel. Pour Geras, cet événement est sans précédent, car il n'a jamais rencontré ce cas de figure dans ses milliards de vies passées. Liu Kang se presse pour retourner dans l'Outworld afin de prévenir l’impératrice Sindel et ses filles du complot qui se trame entre Quan Chi et Shang Tsung, qui sont aidés par le général Shao en désaccord avec la politique pacifiste de Sindel. Le Dieu du Feu, avec l'aide de Li Mei, Premier Prévôt et ancienne prêtresse Umgadi en chef remplacée par Tanya, révèle les sous-sols du laboratoire de Shang Tsung, ainsi que son influence sur les événements actuels de leur ligne temporelle. Tout cela implique qu'il doit dire la vérité sur son statut d'ancien Gardien du Temps et sa tâche de façonner la destinée de chacun des êtres vivants et de chaque dimension. Sindel pense être en face de son créateur et ne veut pas lui manquer de respect, mais le protecteur du Royaume Terre assure qu'il n'a fait que poser les fondations et souhaite ne pas altérer la relation existante entre lui et la famille royale.
L'alliance de Liu Kang se dirigent donc vers la citadelle abritant les dispositifs de vol d’âmes, défendue par les troupes de Shang Tsung et par Ermac, dont la défaite provoque une conséquence inattendue : l'âme de Jerrod, mari décédé de Sindel, gagne le contrôle sur le corps et les âmes d'Ermac. Le groupe parvient ensuite à détruire les dispositifs voleurs d'âmes avant de confronter Shang Tsung et Quan Chi, accompagnés de leur bienfaitrice se faisant nommer Damashi mais ayant l'apparence de la Titanide déchue Kronika. Malheureusement pour Shang Tsung et Quan Chi, Damashi se révèle n'être nul autre que le Titan Shang Tsung, une version de Shang Tsung qui a vaincu Liu Kang dans le précédent continuum et qui trahira ses alliés pour s'accaparer l'Armée du Dragon, des morts-vivants animés par les âmes capturés par les dispositifs. Le combat dans le DLC du précédent opus a permis la création de nombreux continuums parallèles, où à chaque fois un kombattant différent est devenu Titan. Désireux d'absorber ou, au pire, detruire la ligne temporelle de Liu Kang, il fait ensuite apparaître un groupe de kombattants à sa solde, vaincus de justesse par Liu Kang et ses alliés. Sindel est cependant mortellement blessée dans l'affrontement, et meurt après avoir désigné Mileena comme étant la nouvelle impératrice de l'Outworld. L'âme de Sindel sera sauvée par Ermac, sous l'influence de Jerrod.
Concluant une alliance temporaire avec Shang Tsung et Quan Chi, Liu Kang part à contrecœur récupérer son pouvoir de Gardien du Temps que Geras a gardé à l'abri. Il l'a fait à l'insu de son maître car il sait qu'une fois que ce dernier le récupèrera, il ne pourra plus s'en débarrasser, ce qui réconforte le Dieu du Feu sur le fait d'avoir fait confiance à Geras. Au même moment, Shang Tsung, Quan Chi, les Terriens, ainsi que les alliés de l'Outworld vont tenter de détruire l'Armée du Dragon ainsi des portails que le Titan Shang Tsung a créé afin d'absorber le continuum de Liu Kang. Ces portails sont défendus par les guerriers du continuum de Shang Tsung, ainsi que par les Lin Kuei, corrompu par Sub Zero, qui est le Grand Maître du clan depuis le début. C’est avec difficulté que Shang Tsung, Quan Chi et Raiden réussiront à détruire les portails et l'Armée du Dragon.
Liu Kang, redevenu Titan et Gardien du Temps avec l'aide de Geras, tente de contacter, avec l'aide de son Sablier du Temps, d’autres Gardiens du Temps susceptibles de pouvoir l'aider à mettre hors d'état de nuire le Titan Shang Tsung. Parmi eux se retrouveront la Titanide Kitana, qui est la même Kitana dont Liu Kang est amoureux et réciproquement, sans oublier les Titans Kung Lao et Raiden. Ce sera sans compter sur le Titan Shang Tsung qui va les embusquer via un portail, afin d'attaquer le Sablier de Liu Kang, sans quoi le continuum et son Nouvel Âge cessera d'exister. Mais avec l'aide des Gardiens Kung Lao, Raiden et Kitana, sans oublier Geras, le Dieu du Feu évitera ce desastre et le Titan Shang Tsung l'avertira que tout cela n'est que partie remise.
À la suite de cette bataille, Liu Kang préconise à ses alliés Gardiens du Temps ainsi que d'autres Gardiens rejoignant leur cause d’assaillir Shang Tsung dans son continuum. C’est ainsi qu'ils se retrouvent face à un pyramide rappelant celui de l'Armageddon et au sommet le Titan sorcier rassemblant tous ses kombattants. L’hostilité étant lancée, Liu Kang et un kombattant allié au choix parviennent, à la suite de plusieurs affrontements, à atteindre le sommet de la pyramide du Titan Shang Tsung, où ce dernier affrontent Shang Tsung et Quan Chi originaires du continuum de Liu Kang. Après que le kombattant choisi aie suffisamment affaibli le Titan sorcier, le Dieu du Feu et lui parviennent ensemble à le vaincre et à l'effacer de l'existence. Le continuum de Shang Tsung tombant en lambeaux, Liu Kang ramène ensuite tous les survivants dans leurs lignes temporelles respectives. Nous retrouverons donc Johnny Cage, Raiden, Kung Lao, Kenshi et Liu Kang, qui profitent d'un dîner, une paix après la guerre, le réconfort après l'effort. Liu Kang doit juste après prendre congé pour aider Scorpion et Smoke à fonder un nouveau clan nommé "Shirai Ryu", et préparer le Royaume Terre à de futurs conflits.
Dans une scène post-générique, plusieurs guerriers menés par une version Titan de Havik observent le carnage laissé par la bataille entre l'alliance de Liu Kang et l'armée du Titan Shang Tsung. Titan Havik a déclaré adorer ce chaos, bien qu'il n'aie pas assez duré, et jure de commencer une nouvelle bataille, bien plus longue.

## Personnages
Le roster principal de Mortal Kombat 1 comprend 22 personnages jouables sous une version réinventée, dont certains n'étaient plus apparus depuis Mortal Kombat: Armageddon (2006). Un personnage supplémentaire, Shang Tsung, est offert en bonus de précommande. Six personnages additionnels (les personnages invités sont mentionnés ci-dessous en italique) sont prévus pour une sortie après le lancement du jeu via le contenu téléchargeable nommé Kombat Pack, qui comprend également un skin pour Johnny Cage à l'effigie de Jean-Claude Van Damme, tandis que le second Kombat Pack inclut trois combattants disponibles en même temps que la sortie de l'extension du mode histoire, Khaos Reigns, avant la sortie de trois autres combattants invités à des dates ultérieures,.
Les personnages Kaméos constituent une liste unique de personnages partenaires ayant pour rôle de porter assistance au joueur pendant les matchs, créant des possibilités de combos étendues. Le jeu de base comprend 15 combattants Kaméos, avec cinq combattants ajoutés plus tard en tant que contenu téléchargeable, tous issus de la franchise Mortal Kombat. Ces personnages sont choisis séparément de la liste principale de combattants. Ils participent notamment aux Fatal Blow et peuvent même être choisis pour exécuter une Fatality à la place du combattant principal.
| Roster Principal | DLC | Personnages Kaméos |
| --- | --- | --- |
| - Ashrah - Baraka - Geras - Havik - Johnny Cage - Kenshi - Kitana - Kung Lao - Li Mei - Liu Kang - Mileena - Nitara - Raiden - Rain - Reiko - Reptile - Scorpion - Shang Tsung (DLC) - Général Shao - Sindel - Smoke - Sub-Zero - Tanya | Kombat Pack 1 - Ermac - Omni-Man - Peacemaker - Le Protecteur - Quan Chi - Takeda Takahashi Kombat Pack 2 (Khaos Reigns) - Conan - Cyrax - Ghostface - Noob Saibot - Sektor - T-1000 | - Cyrax - Darrius - Frost - Goro - Jax Briggs - Kano - Kung Lao - Motaro - Sareena - Scorpion - Sektor - Shujinko - Sonya Blade - Stryker - Sub-Zero Kombat Pack 1 - Ferra - Janet Cage - Khameleon - Mavado - Tremor |

## Distribution

### Jeu de base

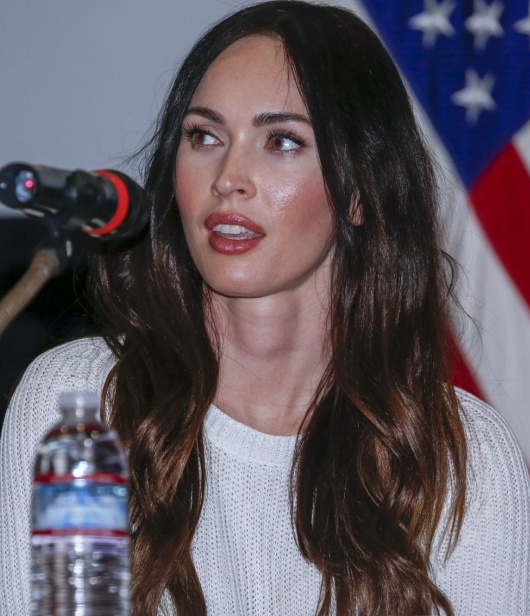
L'actrice Megan Fox prête sa voix au personnage de Nitara.

Le jeu de base comprend, pour la première fois, des personnages uniquement déjà apparus dans la licence : Ashrah (Susan Eisenberg), Baraka (Steven Blum), Geras (Phil LaMarr), Havik (Jacob Craner), Johnny Cage (Andrew Bowen (en) et Jean-Claude Van Damme), Kenshi (Vic Chao), Kitana (Kari Wahlgren), Kung Lao (Sunil Malhotra), Li Mei (Kelly Hu), Liu Kang (Matthew Yang King (en)), Mileena (Kari Wahlgren), Nitara (Megan Fox), Raiden (Vincent Rodriguez III), Rain (Noshir Dalal), Reiko (Derek Phillips), Reptile (Andrew Morgado (en)), Scorpion (Daisuke Tsuji), Shang Tsung (Alan Lee), Général Shao (Ike Amadi (en)), Sindel (Mara Junot), Smoke (Yuri Lowenthal), Sub-Zero (Kaiji Von Tang) et Tanya (Cherise Boothe).

### Packs et extensions
| |  |  |
| J. K. Simmons (à gauche) prête sa voix à Omni-Man et John Cena (à droite) prête ses traits et sa voix à Peacemaker. |  |  |

Le premier Kombat Pack ajoute six nouveaux personnages au roster principal, dont trois issus de la pop culture, à commencer par Omni-Man, personnage des comics de l'édtieur Image Comics et crée par Robert Kirkman, Cory Walker et Ryan Ottley. J. K. Simmons, qui prête sa voix au personnage dans la série animée Invincible, interprète également le personnage dans le jeu,. On retrouve ensuite le personnage de Peacemaker, de l'éditeur DC Comics et crée par Joe Gill et Pat Boyette. John Cena, qui interprète le personnage dans The Suicide Squad ainsi que dans la série télévisée Peacemaker, tous deux réalisés par James Gunn, prête ses traits et sa voix au personnage,. Enfin, Le Protecteur (ou Homelander en V.O.), issu du comics The Boys, publié par les éditeurs Wildstorm et Dynamite Entertainment, ainsi que de la série télévisée éponyme, et crée par Garth Ennis et Darick Robertson, intègre également le jeu. Si le personnage conserve les traits de l'acteur Antony Starr, qui l'interprète dans la série, un autre comédien est choisi pour lui prêter sa voix : il s'agit de Jake Green,. Contrairement aux autres personnages du Kombat Pack, dont la date de sortie est inconnue au moment de l'annonce, Le Protecteur est annoncé pour le printemps 2024.

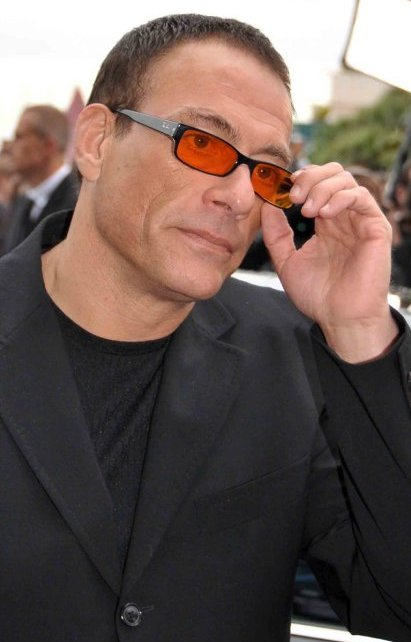
Un skin à l'apparence de Jean-Claude Van Damme est créé pour le personnage de Johnny Cage.

Les trois autres personnages compris dans le pack sont Ermac, Quan Chi et Takeda. Jamieson Price (en) prête à nouveau sa voix à Ermac, tandis que Sean T. Krishnan double Quan Chi et Parry Shen (en) Takeda, la dernière apparition de ces trois personnages ayant eu lieu dans Mortal Kombat X. Enfin, le Kombat Pack présente un skin à l'effigie de Jean-Claude Van Damme pour le personnage de Johnny Cage, ce dernier ayant inspiré le personnage de Cage à l'époque du premier jeu. Le joueur a donc la possibilité de sélectionner JCVD dans la tenue qu’il arbore dans le film Bloodsport,.
Le deuxième Kombat Pack ajoute six personnages au roster principal : les trois premiers sont issus de l'univers Mortal Kombat. Il s'agit de Sektor et Cyrax, sous une forme féminine, ainsi que de Noob Saibot. Kaiji Tang (en) prête sa voix à Noob Saibot, tandis qu'Erika Ishii (en) double Sektor et Enuka Okuma double Cyrax.
Les trois autres personnages sont encore une fois issus de la pop culture : on retrouve tout d'abord Ghostface, issu de la série de films Scream et crée par Kevin Williamson. Roger L. Jackson, qui prête sa voix au tueur en série dans les films, double une nouvelle fois le personnage. Ensuite, un autre personnage issu de la saga Terminator intègre le jeu après le T-800 dans Mortal Kombat 11 : il s'agit du T-1000, crée par James Cameron et William Wisher Jr.. Robert Patrick, qui interprète le personnage dans Terminator 2 : Le Jugement dernier, prête à nouveau ses traits et sa voix au personnage. Enfin, Conan, crée par Robert E. Howard, intègre le roster principal. Même si le personnage conserve les traits d'Arnold Schwarzenegger, qui l'interprète dans le film éponyme, le personnage est doublé par un autre acteur.

## Développement

### Jeu et personnages de base
Après avoir cessé de prendre en charge Mortal Kombat 11, NetherRealm Studios a révélé en juillet 2021 que l'entreprise travaillait sur un nouveau projet. L'interprète de Johnny Cage, Andrew Bowen (en), a indiqué que le douzième épisode était en cours de développement dans un tweet supprimé à la hâte. En février 2023, le PDG de Warner Bros. Discovery, David Zaslav, a annoncé lors d'un appel aux résultats du quatrième trimestre 2022 qu'un douzième volet de la série devrait sortir au cours de l'année.
Le 18 mai 2023, NetherRealm Studios annonce Mortal Kombat 1 par le biais d'une bande annonce avec une date de sortie fixée au 19 septembre 2023. Il s'agit d'un redémarrage de la série et se déroule dans la nouvelle chronologie créée par Liu Kang après les évènements survenus dans Mortal Kombat 11. NetherRealm Studios a également annoncé que ceux qui précommanderont n'importe quelle version du jeu pour PS5 et Xbox Series auront également accès à une version bêta en août, et après le lancement du jeu, NetherRealm fournira un jeu et une progression croisés.
Le 8 juin, la première vidéo de gameplay est mise en ligne. Au cours de la vidéo, plusieurs personnages sont présentés à travers différents extraits du mode Histoire ainsi que de combats : Scorpion, Sub-Zero, Liu Kang, Kung Lao, Raiden, Kitana, Mileena, Johnny Cage et Kenshi sont tous confirmés en tant que personnages jouables, tandis que Jax, Sonya Blade, Kano, Goro et Stryker sont annoncés en personnages Kaméos aux côtés de Scorpion, Sub-Zero et Kung Lao, qui occupent également cette fonction. À la fin de la vidéo, Shang Tsung est confirmé en tant que DLC obtenu via la précommande du jeu.
Le 6 juillet, une nouvelle bande annonce, cette fois consacrée au clan des Lin-Kuei, est dévoilée. Dans le même style que la première bande annonce, de nouveaux personnages jouables et Kaméos sont annoncés : du côté des personnages jouables, Smoke et Rain intègrent la distribution, tandis que Sektor, Cyrax et Frost rejoignent la catégorie des personnages Kaméos. Le premier Kombat Kast a lieu le lendemain et présente en détails le système des personnages Kaméos ainsi qu'un gameplay détaillé de Johnny Cage et Scorpion.
Le 22 juillet, à l'occasion de la Comic-Con de San Diego, deux nouvelles vidéos sont dévoilées. La première est une bande annonce consacrée aux Umgadis, des prêtresses guerrières, et annonce trois personnages jouables : Li Mei, Tanya et Baraka, ainsi qu'un personnage Kaméo : Darrius. La deuxième vidéo dévoile quant à elle l'identité des personnages qui composent le premier Kombat Pack : on retrouve trois personnages de l'univers Mortal Kombat, à savoir Ermac, Quan Chi et Takeda, ainsi que trois autres personnages issus de la pop culture : Omni-Man, le Peacemaker de John Cena, ainsi que Le Protecteur (Homelander en V.O.) de la série The Boys, sous les traits d'Antony Starr. Il a été annoncé que le Kombat Pack contiendrait également cinq personnages Kaméos, à savoir Khameleon, Mavado, Ferra, Tremor et Johnny Cage, ainsi qu'un skin Jean-Claude Van Damme pour ce dernier.
Le 30 juillet, lors de la Dream Con, une nouvelle bande annonce est présentée au public. Consacrée aux Gardiens du Temps, elle officialise la présence de Geras dans la distribution des personnages jouables.
Le 7 août, au cours de l'EVO 2023, trois personnages jouables sont annoncés par le biais d'une bande annonce consacrée aux Exilés : il s'agit de Reptile, Ashrah et Havik. La bande annonce confirme également la présence d'un nouveau personnage Kaméo, à savoir Sareena. Un deuxième Kombat Kast a lieu le 11 août et présente en détails un gameplay de Smoke, Ashrah et Geras.
Le 22 août, à l'occasion de la soirée d'ouverture de la Gamescom, Ed Boon dévoile une nouvelle bande annonce sur scène. Elle présente deux nouveaux personnages jouables ainsi que deux personnages Kaméos en lien avec les Souverains de l'Outre-Monde : le Général Shao et Sindel rejoignent le roster principal, tandis que Motaro et Shujinko intègrent la distribution des personnages Kaméos. Enfin, des images permettant de découvrir le gameplay de Raiden complètent la bande annonce,. Deux jours plus tard, un troisième Kombat Kast consacré au gameplay de Sindel, Général Shao et Rain est diffusé.
Le 29 août, une bande annonce en prises de vues réelles mettant en scène David Bautista est publiée sur les réseaux sociaux. Il s'agit d'un hommage à la publicité du premier jeu datant de 1993 puisqu'elle reprend les mêmes plans réarrangés avec les moyens actuels.
Le 6 septembre, à moins de deux semaines de la sortie du jeu, NetherRealm Studios révèle que le personnage de Nitara est de retour au sein du roster principal, sa dernière apparition ayant eu lieu dans Mortal Kombat: Armageddon. La bande annonce présente une interview de l'actrice Megan Fox, qui prête sa voix au personnage,. Deux jours plus tard, c'est l'acteur Jean-Claude Van Damme qui est mis en vedette à l'occasion de la sortie d'une bande annonce d'un skin de Johnny Cage à son effigie,,.
Le 12 septembre, NetehrRealm dévoile la bande annonce du lancement du jeu, qui vient confirmer l'identité du dernier combattant du roster principal : il s'agit de Reiko. La bande annonce présente également le nouveau mode de jeu Invasion, ainsi qu'un aperçu du gameplay de Shang Tsung et des morceaux de cinématiques où apparaissent Quan Chi et Kronika. Le lendemain, un quatrième et dernier Kombat Kast, avant le lancement du jeu, est diffusé, et donne un aperçu détaillé du mode Invasion ainsi que de Reiko et Shang Tsung.

### Kombat Pack n°1
Le 14 octobre, une première vidéo présentant un aperçu du gameplay d'Omni-Man ainsi que du personnage Kaméo Tremor est dévoilée à l'occasion du New York Comic Con, annonçant la sortie du personne pour le mois de novembre. Le 2 novembre, la bande annonce officielle des deux personnages, similaire à la première vidéo, est publiée sur les réseaux sociaux et annonce la sortie d'Omni-Man pour le 9 novembre. Un Kombat Kast présentant un gameplay détaillé des deux personnages est diffusé la veille.
Le 3 décembre, lors du CCXP 2023, une bande annonce présente le deuxième DLC du Kombat Pack : il s'agit de Quan Chi. Sa date de sortie est fixée au 14 décembre pour les détenteurs du Kombat Pack, tandis que sa sortie générale a lieu le 21 décembre. Le personnage Kaméo qui l'accompagne est Khameleon et est annoncée pour janvier 2024. La fin de la bande annonce donne un aperçu de Peacemaker au cours d'un dialogue dans l'écran de sélection des personnages. Un Kombat Kast consacré aux deux personnages a lieu le 13 décembre.
Le 22 février, la sortie du personnage de Peacemaker est annoncée pour le 28 février en accès anticipé par le biais d'une bande annonce présentant son gameplay. Il est accompagné par Janet Cage, version féminine de Johnny Cage, qui intègre la distribution des personnages Kaméos, disponible à partir du mois de mars.
Le 9 avril, Ermac est annoncé pour une sortie anticipée fixée au 16 avril, tandis que la sortie générale du personnage est annoncée pour le 23 avril. La bande annonce présente également le personnage Kaméo qui l'accompagne : il s'agit de Mavado. Sa sortie est prévue pour le mois de mai suivant.
Le 29 mai, la bande annonce du gameplay du Protecteur est publiée sur les réseaux sociaux. Sa sortie anticipée a lieu le 4 juin, tandis que sa sortie générale est fixée au 11 du même mois. Le personnage Kaméo de Ferra est également présent dans la bande annonce mais sa date de sortie n'est pas communiquée.
Le 15 juillet, le dernier personnage du Kombat Pack, Takeda, est annoncé pour le 23 juillet en accès anticipé et le 30 juillet pour une sortie générale. Le personnage Kaméo de Ferra est disponible à l'achat à partir du 23 juillet.

### Khaos Reignset Kombat Pack n°2
Le 26 juillet, à l'occasion de l'édition 2024 de la Comic-Con de San Diego, une extension du mode Histoire intitulée Khaos Reigns ainsi que le Kombat Pack n°2 sont révélés. Le Kombat Pack ajoute six personnages au jeu : trois issus de l'univers Mortal Kombat, à savoir Sektor et Cyrax, tous deux revisités dans une version féminine, ainsi que Noob Saibot. Trois autres personnages issus de la pop culture intègrent également le jeu : il s'agit de Ghostface, du T-1000 ainsi que de Conan. La sortie de Sektor, Cyrax et Noob Saibot est annoncée pour le 24 septembre, en même temps que l'extension du mode Histoire. L'extension introduit également une nouvelle mise à mort : les Animalities, permettant aux personnages de se transformer en animal et d'exécuter leur adversaire. De nouvelles Brutalities sont également ajoutées.
Le 15 août, une bande annonce mêlant cinématiques de jeu et gameplay présentant Cyrax est diffusée, tandis que la bande annonce présentant le personnage de Sektor sort le 4 septembre suivant,. Enfin, la bande annonce de Noob Saibot est diffusée le 10 septembre. Chaque vidéo se termine par la révélation de l'Animality du personnage concerné.
Le 29 octobre, un premier teaser pour le personnage de Ghostface est dévoilé. Sa sortie en accès ancitipé est annoncée pour le 19 novembre 2024.

### Arrêt anticipé du développement
Après des rumeurs sur l'annulation d'un troisième passe d'extension en novembre 2024 et la sortie de la Definitive Edition en mai 2025, NetherRealm Studios annonce le 23 mai 2025 la fin du développement de contenus téléchargeables supplémentaires pour le jeu. Le studio propose toutefois toujours des ajustements et de correctifs d'équilibrage.

## Accueil

### Ventes
En janvier 2025, le jeu s'est écoulé à plus de 5 millions d'exemplaires.

### Distinctions
Le jeu est nommé à deux reprises lors des Games Awards 2023.